# Pandavulu Pandavulu Tummeda
Pandavulu Pandavulu Tummeda è un film del 2014 diretto da Sriwass.

## Trama
Dopo che la giovane Honey viene rapita, tre suoi amici (Naidu, Vijay e Ajay) elaborano un complesso piano per salvarla. In particolare, Ajay adotterà l'identità di Mohini, fingendo di essere la fidanzata di Vijay e nel frattempo innamorandosi di Kuku, la figlia del rapitore.

## Distribuzione
In India, la pellicola è stata distribuita a partire dal 31 gennaio 2014 da 24 Frames Factory.